# Vremja pervych
Vremja pervych (Время первых) är en rysk biografisk dramafilm från 2017 i regi av Dmitrij Kiselev, med Jevgenij Mironov i huvudrollen. Den utspelar sig under rymdkapplöpningen mellan Sovjetunionen och Förenta staterna och handlar om kosmonauten Aleksej Leonov, den första människan att genomföra en rymdpromenad.
Filmen gick upp på ryska biografer den 6 april 2017. Den visades i stereoskopi ("3D-film"). Den hade 2 424 444 biobesökare i hemlandet.

## Medverkande
- Jevgenij Mironov som Aleksej Leonov
- Konstantin Chabenskij som Pavel Beljajev
- Vladimir Iljin som Sergej Korolev
- Anatolij Kotenev som Nikolaj Kamanin
- Aleksandra Ursuljak som Svetlana Leonova
- Jelena Panova som Tatjana Beljajeva
- Aleksej Morozov som German Titov
- Jurij Itskov som Boris Tjertok
- Vladimir Maljugin som Valerij Bykovskij
- Aleksandr Novin som Jevgenij Chrunov
- Jurij Nifontov som Boris Rauschenbach
- Aleksandr Iljin som Vladimir Markelov